# Police militaire
 (décembre 2018).
Si vous disposez d'ouvrages ou d'articles de référence ou si vous connaissez des sites web de qualité traitant du thème abordé ici, merci de compléter l'article en donnant les références utiles à sa vérifiabilité et en les liant à la section « Notes et références ».

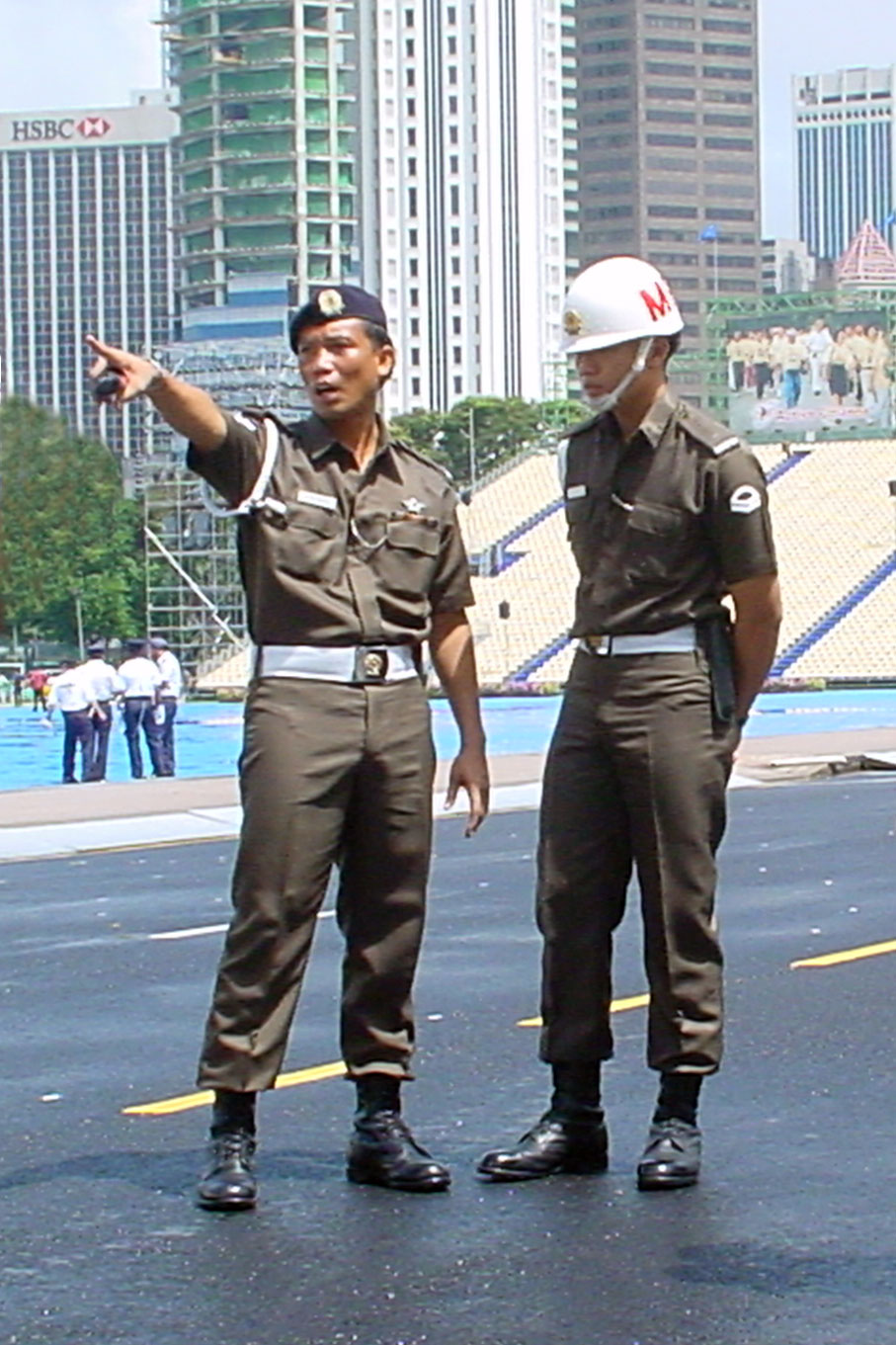
Police militaire de Singapour, 2001

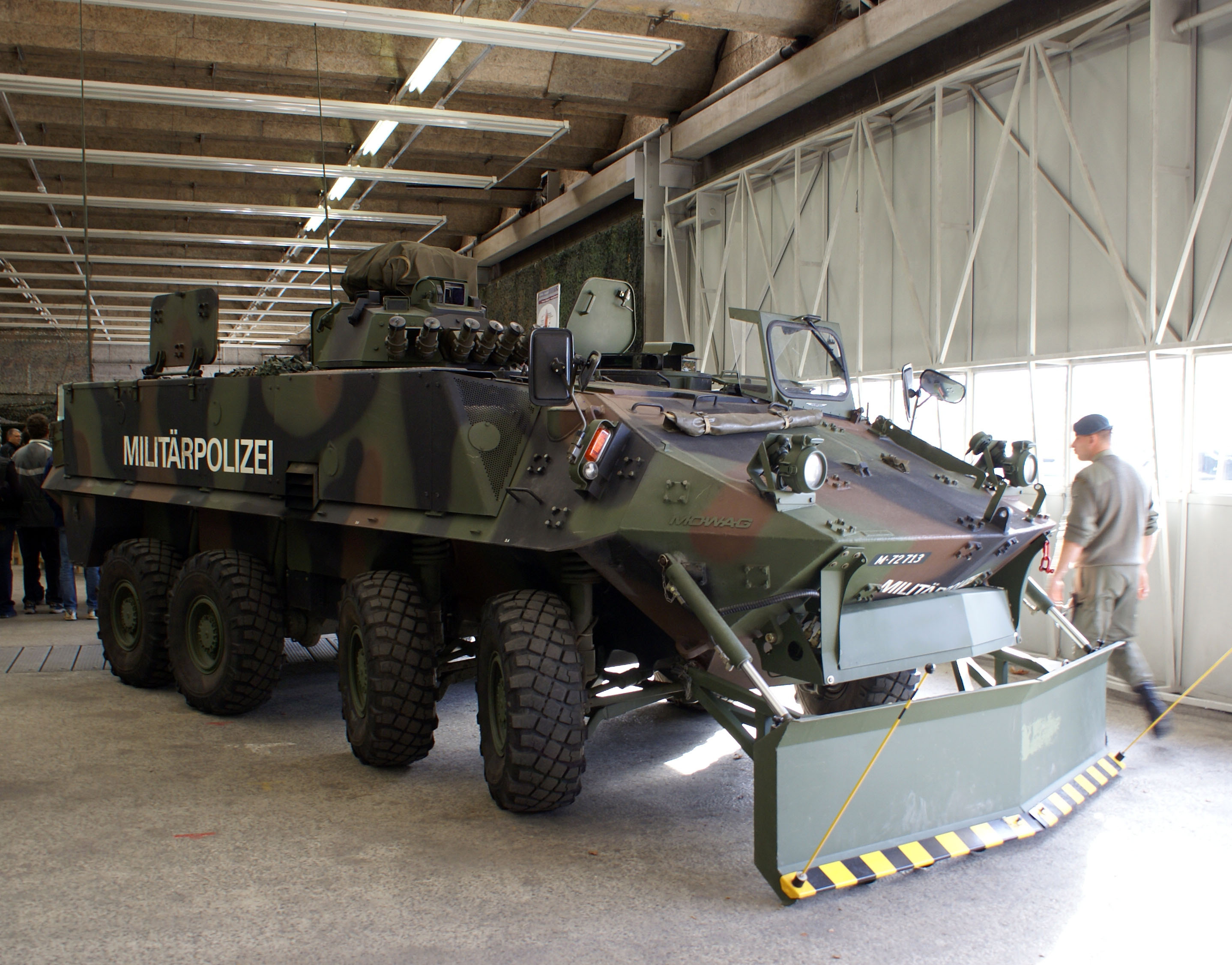
Véhicule Mowag Piranha II de la police militaire suisse, 2006

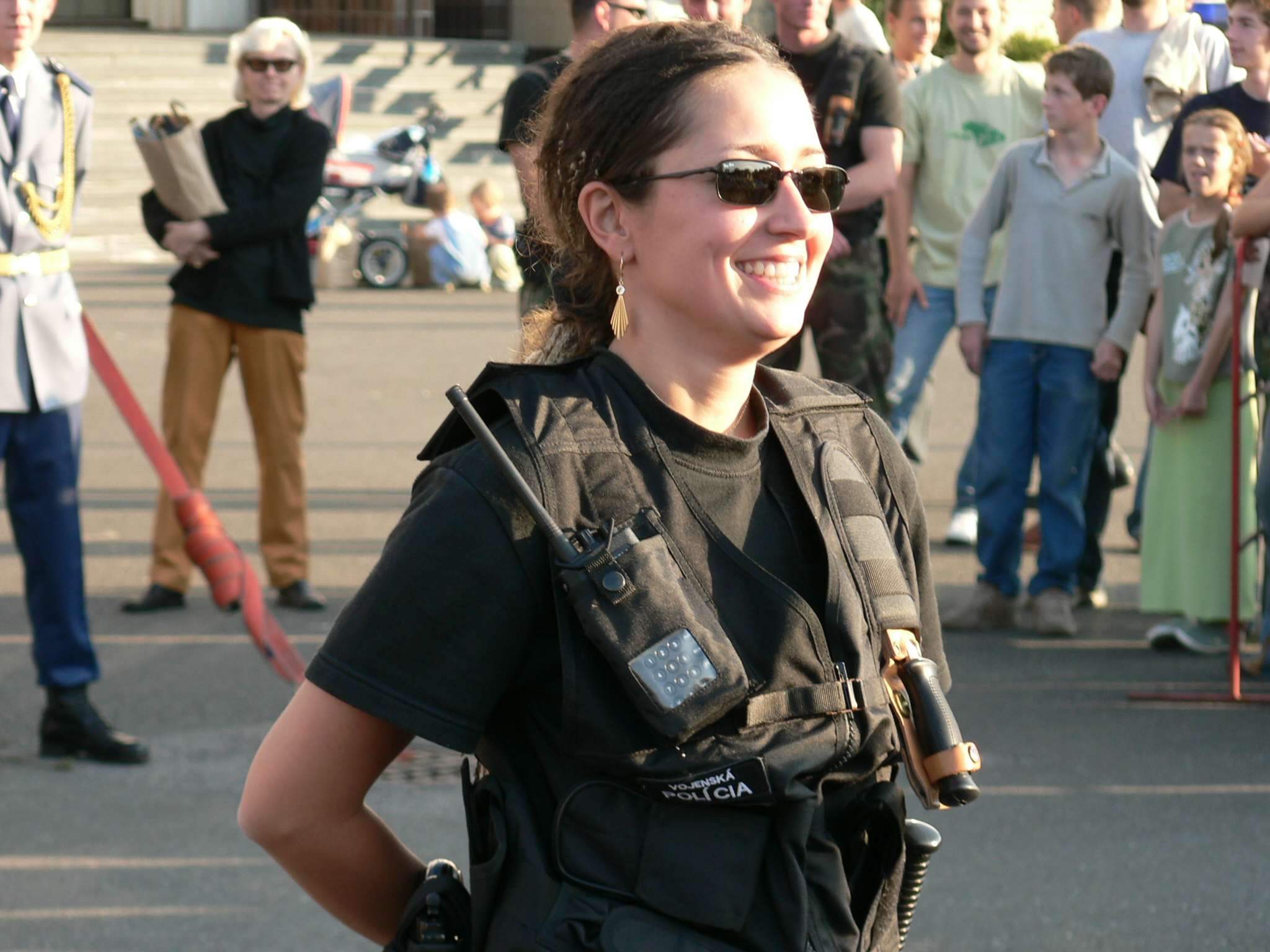
Agent de la police militaire des forces armées slovaques

La police militaire assure la sécurité et l'application des lois au sein d'une organisation militaire. Son action se limite en général à l'organisation et ses membres.
En temps de guerre, la police militaire peut s'occuper de la sécurité des infrastructures, la protection des officiers et des personnes importantes, la gestion des prisonniers de guerre, le contrôle du trafic et de l'approvisionnement, ainsi que toutes les missions habituellement accomplies en temps de paix.
Dans beaucoup de pays, les forces militaires disposent d'un système judiciaire indépendant des entités civiles. Les armées peuvent gérer leurs propres prisons et tribunaux avec une législation différente. La police militaire peut être amenée à enquêter sur des membres de son armée et procéder à des investigations dans des affaires criminelles (stupéfiants, vols, etc.) en temps de paix ou de guerre.
Le commandement de la police militaire est souvent connu sous le nom de prévôté ou prévôté militaire. Ce titre ancien était donné, à l'origine, à un officier dont la mission consistait à s'assurer que les armées du roi ne s'en prenaient pas sans raison au peuple.
Le statut de policier militaire passe souvent par le port apparent d'insignes distinctifs sur le casque ou sur le bras (brassard). Au cours de la Seconde Guerre mondiale, la police militaire de l'armée allemande (Feldgendarmerie) portait en plus une plaque métallique autour du cou.
Dans la marine, les policiers militaires sont souvent appelés capitaine d'armes.

## La police militaire dans différents pays

### Allemagne
Au cours de la Seconde Guerre mondiale, l'armée allemande disposait de nombreuses unités de police militaire. L'unité principale était la Feldgendarmerie ; d'autres unités existaient toutefois : le Service des patrouilles de l'armée (Heerestreifendienst), l'unité de contrôle des gares (Bahnhofwache) et le Feldjägerkorps.
Les Feldjäger sont les policiers militaires des forces armées fédérales allemandes. Le terme Feldjäger (chasseur de campagne) est assez ancien et vient du milieu du XVIIe siècle. Ils sont particulièrement connus pour leur mission de recherche des déserteurs du contingent. Leur devise est Suum Cuique (À chacun le sien), dérivée de la citation de Cicéron : « (…) ut fortitudo in laboribus periculisque cernatur, (…), iustitia in suo cuique tribuendo. ».

### Australie

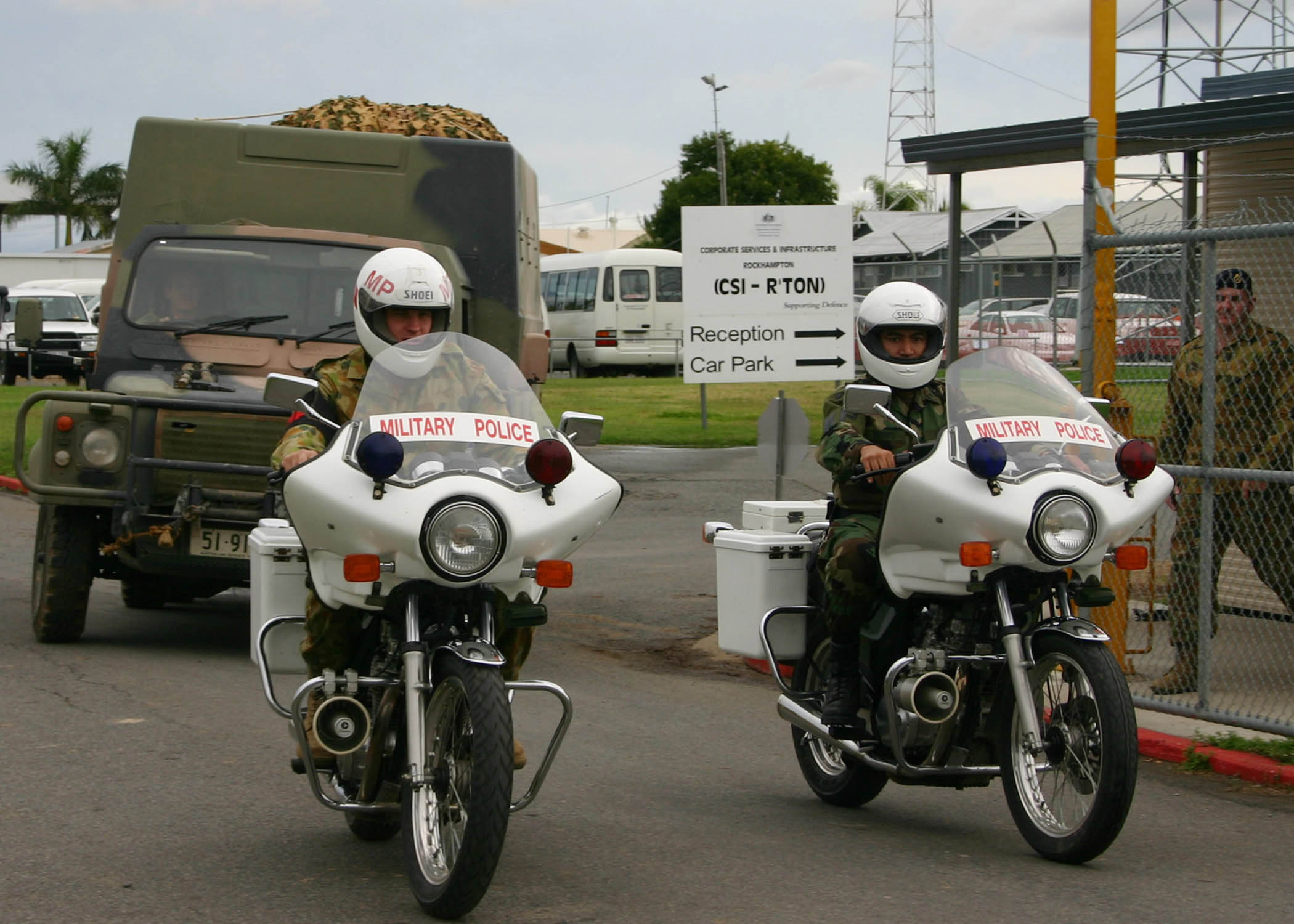
Deux motards de la police militaire australienne escortant un véhicule de l'Australian Defence Force

Dans l'armée australienne, le Royal Australian Corps of Military Police ("Unité royale australienne de police militaire") remplit aussi une mission de transmissions, mettant en œuvre un réseau secondaire de communication sur la zone des combats.

### Autriche
La Police militaire de la Bundesheer autrichienne est appelée Militärstreife ("Patrouille militaire").

### Belgique
La police militaire, dénommée Military Police Group (Abréviation: MP Gp) effectue des missions de police au profit des quatre composantes de la Défense : Terre, Air, Maritime et Médicale. L'unité est commandée par un Major et compte 188 membres répartis en cinq détachements et un État-Major.
La police militaire ne fait pas partie des forces de police. Conformément à la loi du 7 décembre 1998 organisant le service de police, aucun membre de la police militaire n'exerce des missions de police administrative et judiciaire. Un membre de la police militaire ne peut nullement intervenir dans le maintien de l'ordre public.
Les missions de la Police militaire en Belgique ont toujours inclus l'application des lois et règlements militaires, le contrôle du trafic routier militaire, et la conduite des prisonniers de guerre le cas échéant. En 2003, la responsabilité vis-à-vis des réfugiés et des déserteurs en temps de guerre fut transférée de la Gendarmerie nationale (désormais dissoute) à la Police militaire. Le Groupe de Police militaire a été composé par les membres de la 4e et de la 6e compagnie MP.
Comme police de la route, les policiers militaires sont compétents pour verbaliser, tant les militaires que les usagers civils dans le cadre de leurs missions d'agents de circulation, comme mentionné clairement dans le code de la route belge. Cette compétence est limitée aux articles 4.1 à 4.3 et concerne le respect des injonctions faites dans l'exécution de leurs missions.
La Police militaire est également habilitée, avec l'accord de la personne contrôlée, à procéder à des alcootests sur tout conducteur (ou moniteur de conduite) d'un véhicule militaire, qu'il soit civil ou militaire, et à des contrôles de vitesse, mais seulement sur demande de l'autorité militaire et uniquement sur terrain militaire. Ces constatations seront traitées uniquement au niveau de l'unité.
Mais les missions dévolues aux policiers militaires sont vastes : elles vont de la protection rapprochée et l'escorte de personnalités à l'escorte de fonds, l'escorte de transports d'armement ou de munitions, les contrôles de militaires isolés, le maintien de la discipline, les contrôles routiers sur les véhicules militaires, le constat d'accidents... Il arrive fréquemment que leur collaboration soit demandée par la Police fédérale pour des missions ponctuelles et mixtes.
Leur formation est très rigoureuse et principalement axée sur le cadre légal de leurs missions, la rédaction de constats d'accidents et de rapports, la déontologie, les conditions d'emploi des armes et des moyens non létaux mis à leur disposition, la conduite en différentes situations à moto ou en véhicule à 4 roues, la gestion de la violence, la préservation des traces et indices en l'attente des services de police dans certaines circonstances.
Les policiers militaires belges sont reconnaissables par le brassard noir marqué des lettres MP (pour Military Police) en caractères gras blancs qu'ils portent au bras gauche. Ils sont coiffés d'un béret rouge avec une grenade comme insigne. Lorsqu'ils sont vêtus du « service dress », ils portent la casquette militaire avec une coiffe rouge (nommée aussi « redcap »).
Le policier militaire porte une cordelette blanche munie d'un sifflet. Le logo apposé sur leurs véhicules est constitué par une grenade et les "stripes" (rayures) sont semblables à celles des autres services de police, mais de couleur rouge.

### Brésil
Le Brésil dispose de deux types de police militaire.
- La police militaire d'État (Polícia militar - PM)

Chaque État du pays dispose de sa police militaire (PM). Ce sont des forces de gendarmerie, patrouillant dans un but de prévention. Ce sont les forces de police des États. Elles sont structurées selon le même mode que les forces armées et, jusqu'au début des années 1960, certaines forces de police militaire des États étaient équipées de chars et d'artillerie. La police civile a la responsabilité, quant à elle, des enquêtes.
- La police militaire des forces armées. Chacune des composantes des Forces armées brésiliennes dispose de sa propre police militaire :

- Polícia do Exército (PE) pour l'armée
- Polícia da Marinha (SP) pour la marine
- Polícia da Aeronaútica (PA) pour la force aérienne

### Canada
Les missions de police au sein des forces armées canadiennes sont actuellement menées par la Police militaire des Forces canadiennes. Le Service national des enquêtes des Forces canadiennes s'occupe quant à lui des investigations.
À la tête des forces de police militaire du Canada se trouve le Grand Prévôt des Forces Canadiennes.
Avant l'unification de l'armée canadienne, la Marine royale canadienne et l'Aviation royale du Canada pour les Forces armées du Canada en 1968, seules les composantes de l'armée et de l'Aviation royale du Canada, soient (le Corps des prévôts canadien pour l'armée et la police de l'Aviation royale canadienne) avaient leur propre police.

#### Mission
Le travail et la mission du Policier militaire de la force régulière est sensiblement le même que le policier civil mis à part qu'il doit, en plus des lois provinciales et fédérales, faire respecter les lois militaires ainsi que les ordres et règlements des forces canadiennes sur les bases canadiennes. De plus, leur responsabilité s'étend à tout personnel régulier, réserviste en devoir (classe B ou en uniforme) et personnel travaillant pour la défense en tous lieux.
La formation de base des Policiers militaires Réservistes ne leur reconnaît pas le droit d'agent de la paix. Par contre, plusieurs réservistes sont envoyés sur des formations complètes qui leur donne ce droit.
Les Policiers militaires ne sont pas considérés comme agents de la paix au Québec. Par contre, dû aux multiples arrangements pris avec les différents services de police, ils ont l'obligation d'intervenir lorsqu'ils constatent un crime, ou doivent sauver la vie d'un individu.
Les missions de la police militaire au Canada sont séparées en deux groupes principaux :
- les « opérations de garnison » comme les enquêtes et les patrouilles ;
- les « opérations au combat » comme la conduite des prisonniers de guerre, la protection rapprochée des personnes importantes, les points de contrôle de véhicules, la reconnaissance des itinéraires et la formation de policiers étrangers, tel que la police Afghane.

Traditionnellement la mission principale des compagnies de réserve se concentrait sur les tâches opérationnelles, alors que les unités régulières concentraient leur entraînement sur les « opérations de garnison ». Depuis la création des unités de police militaire en 2006, ces deux composantes sont regroupées sous une même entité pour chaque secteur. De plus, à la suite de la mission courante en Afghanistan et l'entraînement plus large de la police militaire à la suite des nouveaux rôles opérationnels, l'écart entre les policiers militaires réguliers et réserviste est de plus en plus mince.
Les hommes et femmes membres de la police militaire canadienne portent tous le béret rouge, quelle que soit leur branche d'armée d'origine. Sur la tenue pour les cérémonies, le calot de l'aviation comporte une pièce rouge de même que la casquette de la marine. En général, ils portent sur leur bras gauche un brassard doté de l'inscription bilingue : "MILITARY POLICE MILITAIRE"

#### Juridiction
Sauf lors de l'exécution d'un mandat, un policier militaire n'a d'autorité que sur les bases militaires et sur les terrains appartenant au Ministère de la Défense ou désignés comme tel pour une opération donnée.

#### Uniforme
Depuis quelques années, les policiers militaire de la force régulière portent l'uniforme de patrouille : le pantalon noir de type cargo et la chemise noire. Cet uniforme réglementaire et approuvé fut instauré afin de créer la différence entre les militaires en tenue régulière et l'autorité qu'est le policier.

### États-Unis

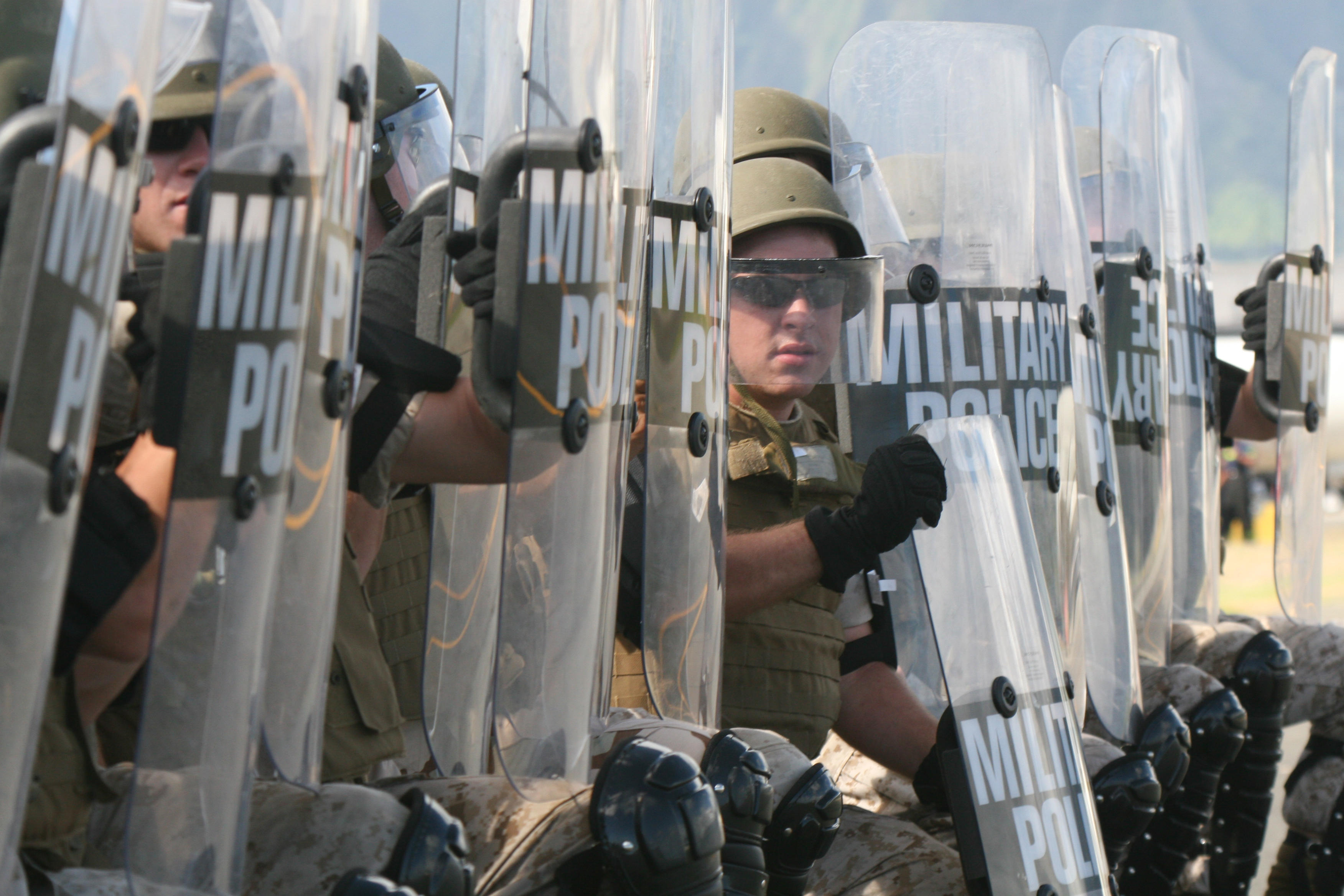
Police militaire de l'USMC

Le Military Police Corps (corps de Police militaire - United States Army Military Police Corps), assure la discipline et fait respecter les lois au sein de l'US Army et du Corps des Marines. Au sein de la Marine, ce sont les personnels affectés au corps des Maîtres d'armes (Master-at-Arms) qui remplissent ces fonctions ; ils sont parfois aidés dans leur tâche par une unité appelée Shore patrol (patrouille des côtes). Au sein de l'United States Air Force, les missions de police militaire sont assurées par les Air Force Security Forces (Forces de sécurité de la force aérienne) autrefois appelées Police de sécurité.
Chaque composante des forces armées dispose aussi d'un service de police civil. On parle alors de force de protection du département de la défense (anciennement connue sous le nom de police du Pentagone), du département de la police de la défense, de la sécurité du département de la défense, de la police du Département de l'armée, ou de la sécurité du département de l'armée.
Les missions de ces officiers de police militaire en temps de paix sont identiques à celles des officiers de police civils : faire respecter les lois et le code de justice militaire (Uniform Code of Military Justice - UCMJ) ainsi que les règlements des installations particulières. Les missions des gardes civils sont prioritairement axées sur la protection des ressources stratégiques.
Les enquêtes criminelles au sein des forces armées des États-Unis sont menées par des services distincts :
- le Naval Criminal Investigative Service (NCIS) au sein de la marine et du USMC lorsqu'il est conjoint[Quoi ?] de bases US Navy, qui est une agence civile
- le Air Force Office of Special Investigations (OSI - United States Air Force Office of Special Investigations) pour l'US Air Force
- la Criminal Investigation Division (CID) pour l'US Army
- le Coast Guard Investigative Service (CGIS) pour le US Coast Guard
- le Military Police Investigations (MPI) pour l'US Marine Corps
- le Defense Criminal Investigative Service (DCIS) quant à lui dépend directement du département de la Défense

Le United States Constabulary (en) était une force de gendarmerie créée après la Seconde Guerre mondiale pour patrouiller et assurer les missions de police dans la zone d'occupation américaine en Allemagne.

### Finlande
La police militaire finlandaise s'appelle Sotilaspoliisi (police des soldats). La police militaire n'a aucun pouvoir sur les civils en Finlande, sauf lorsqu'ils se trouvent à l'intérieur d'une enceinte militaire. Ses hommes sont surnommés, au sein des forces armées, les Koirat (les chiens).
Leur signe de reconnaissance est un brassard noir sur le bras gauche avec la mention SP en blanc.

### France

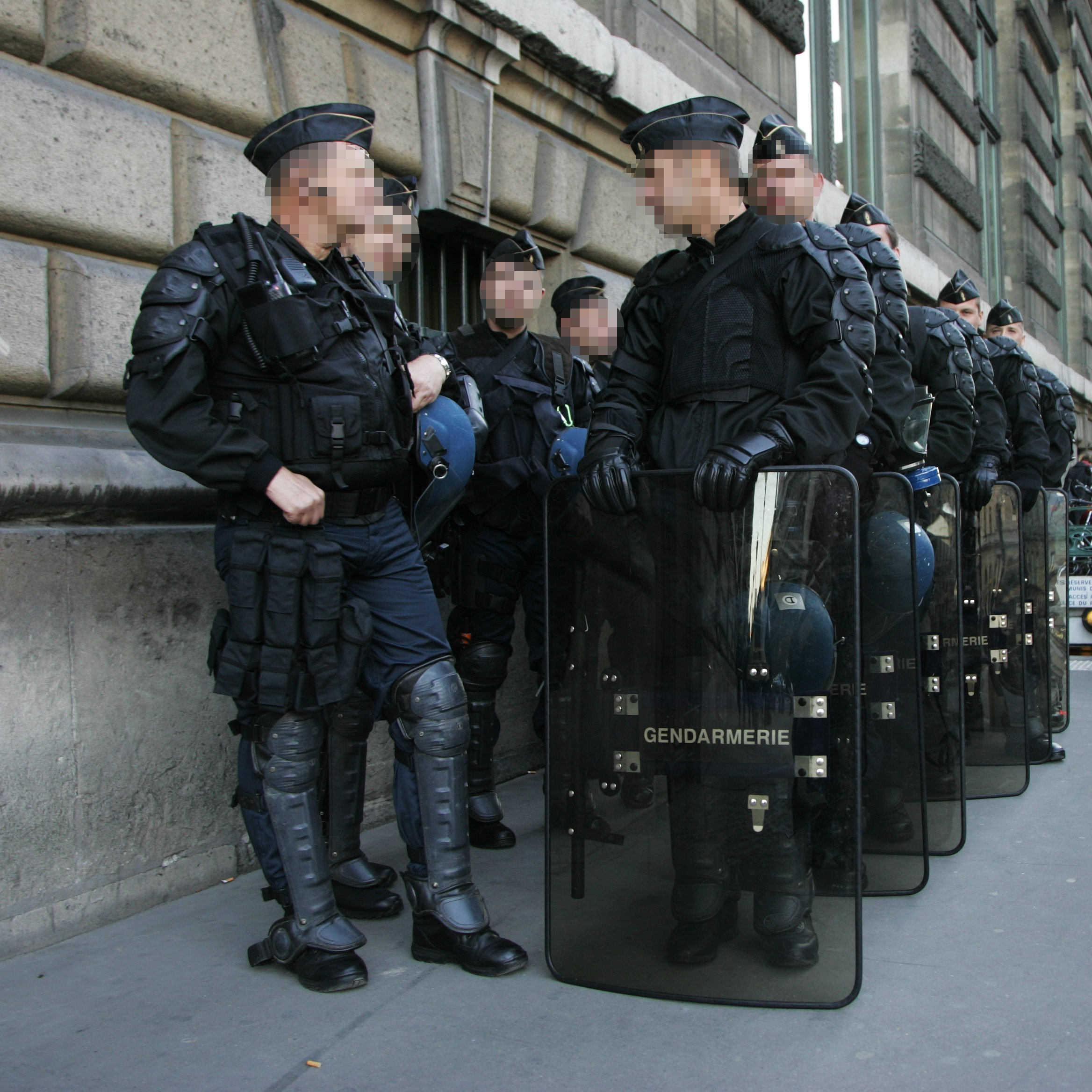
Gendarme mobile.

En France, il n'existe pas à proprement parler de police militaire, les missions dévolues à ce type d'unité incombant à la gendarmerie nationale, en plus de ses missions de paix puisqu'elle est l'une des deux composantes du maintien de l'ordre du pays. Elle a la particularité d'être une force armée (relevant donc du ministère des Armées pour ses missions militaires) mais la seule à détenir des pouvoirs de police judiciaire (sous le contrôle du ministère de la Justice, via le parquet du Tribunal judiciaire de Paris, spécialisé dans les affaires militaires, qui a succédé au tribunal aux armées de Paris depuis le 1er janvier 2012).
La gendarmerie est subdivisée en plusieurs spécialités telles que gendarmerie de l'air et de l'espace pour ce qui relève de la police militaire dans les bases aériennes, gendarmerie maritime dans les arsenaux (avec d'autres missions de police sur mer), etc. Par ailleurs, elle remplit les fonctions de prévôté militaire auprès des unités de l'armée française en opération extérieure, dans les bases militaires à l'étranger et encore en Allemagne (au profit des FFSCA).
En temps de paix, la gendarmerie prévôtale est chargée de veiller à l'application des lois et des règlements au sein des unités opérant ou stationnant hors du territoire national. Elle a autorité pour diligenter des enquêtes pour toute infraction au droit commun ou au code de justice militaire mettant en cause un militaire français, sous l'autorité du parquet spécialisé dans les affaires militaires du tribunal judiciaire de Paris.
La France est le seul pays de l'Alliance Atlantique (OTAN) à ne pas avoir signé l'accord STANAG relatif aux polices militaires, en raison de la différence entre prévôté (police judiciaire aux armées) et police militaire (sécurité des installations et des personnalités, garde des prisonniers et aide à la circulation, appelé aussi aide à l'engagement - missions confiées en France soit aux régiments de circulation routière, soit à des unités spécialisées comme les fusiliers marins ou les fusiliers de l'Air pour la protection des bases, ou encore à du personnel spécialisé du 1er RPIMa ou d'autres régiments parachutistes ou de troupes de marine suivant le cas pour la protection rapprochée des autorités).
En matière de sécurité, il faut aussi citer au sein de l'armée française, la Direction du Renseignement et de la Sécurité de la Défense ou DRSD (anciennement appelée Sécurité militaire dans l'armée et Sûreté navale dans la Marine). Celle-ci a pour missions de veiller, en France et sur les théâtres d'opérations extérieures, à la sécurité des militaires et des informations (protection des données, des clefs de chiffrement, etc.), ainsi qu'aux enquêtes internes de sécurité militaire.
Dans la marine française, le responsable de la discipline à bord des bâtiments et dans les bases est appelé capitaine d'armes (en argot de la marine : bidel), et son adjoint est le sergent d'armes, ils sont responsables du maintien de l'ordre, des sanctions aux infractions et de la sécurité du bord mais n'ont pas de fonctions de police judiciaire, fonctions exercées quand nécessaire par la Gendarmerie Maritime.
Néanmoins, certaines unités, comme la Légion étrangère, conservent des détachements de police militaire. Ceux-ci ont pour mission de veiller au maintien de l'ordre interne et de la discipline au sein des unités de Légion. Ils étaient pendant longtemps identifiables par leur brassard rouge et vert porté à gauche avec l'inscription « PM » en lettres blanches. Depuis 2011, la police militaire de la Légion étrangère a été remplacée par la patrouille de la Légion étrangère, qui en conserve les attributions, mais ne porte plus le nom de police pour éviter toute confusion.

### Grèce
La police militaire des forces armées grecques se nomme la Stratonomia.

### Inde
Chaque composante des Forces armées indiennes disposent de leur propre police militaire.
L'Indian Corps of Military Police (CMP), ou « Unité indienne de police militaire », est l'unité qui assure les tâches de police militaire au sein des forces terrestres indiennes.
Par ailleurs, les membres du CMP sont aussi entraînés pour la conduite des prisonniers de guerre, la régulation du trafic routier militaire, aussi bien que pour la mise en œuvre des moyens de télécommunication simples, comme les téléphones.
Ils sont identifiables par leur béret rouge et leurs équipements et ceinturons blancs. Ils portent aussi un brassard noir avec les lettres "MP" imprimées en rouge.
Les missions de police internes aux régiments (ou aux garnisons) sont conduites par la police régimentaire, composée de soldats affectés à cette unité pour une courte durée. Ils sont essentiellement utilisés pour réguler le trafic routier et peuvent être identifiés par un brassard noir sur lequel sont inscrites en or ou blanc les lettres "RP".
Dans la force aérienne indienne, les missions de police militaire sont assurées par la police militaire de la force aérienne indienne (Indian Air force police). Ses hommes sont identifiables par leur chapeau à sommet blanc, leurs équipements, étui à pistolet et ceinturon blancs. Ils portent aussi un brassard noir avec les lettres "IAFP" imprimées en rouge.
Dans la marine indienne, c'est la police militaire maritime (Navy police) qui assure ces missions. Ses hommes peuvent être identifiés par un brassard noir sur lequel figurent les lettres "NP" imprimées en or avec l'insigne de l'État entre les lettres N et P.

### Indonésie

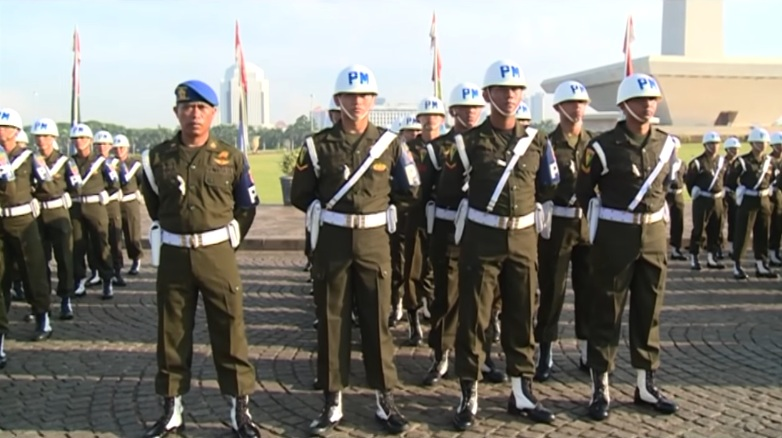
Policiers indonésiens

En Indonésie, le Korps Polisi Militer (CPM, la tradition ayant retenu le "C" du nom initial du corps) est chargée de maintenir la discipline et faire appliquer la loi en milieu militaire. Elle joue aussi le rôle de police des forces armées, chacune des trois armes ayant son unité. Ses membres portent un casque blanc et un brassard portant les lettres "PM", ou un béret bleu clair.
La discipline à l'intérieur des unités militaires est assurée par une unité de provosts.

### Israël
La police militaire israélienne se nomme חיל המשטרה הצבאית Heyl HaMishtara HaTzva'it (force de police militaire - Israeli Military Police (en)). Elle est chargée des missions de police militaire pour les forces de défense d'Israël (IDF). Elle assure la protection des militaires en filtrant, quand c'est possible, la pratique de l'auto-stop, de manière à prévenir le risque de prise en otage par des terroristes. Elle a aussi la charge d'assurer la surveillance des prisons, à la fois celles qui détiennent des militaires israéliens, comme celles qui détiennent des Palestiniens. Enfin elle participe à la sécurité routière avec la police nationale.

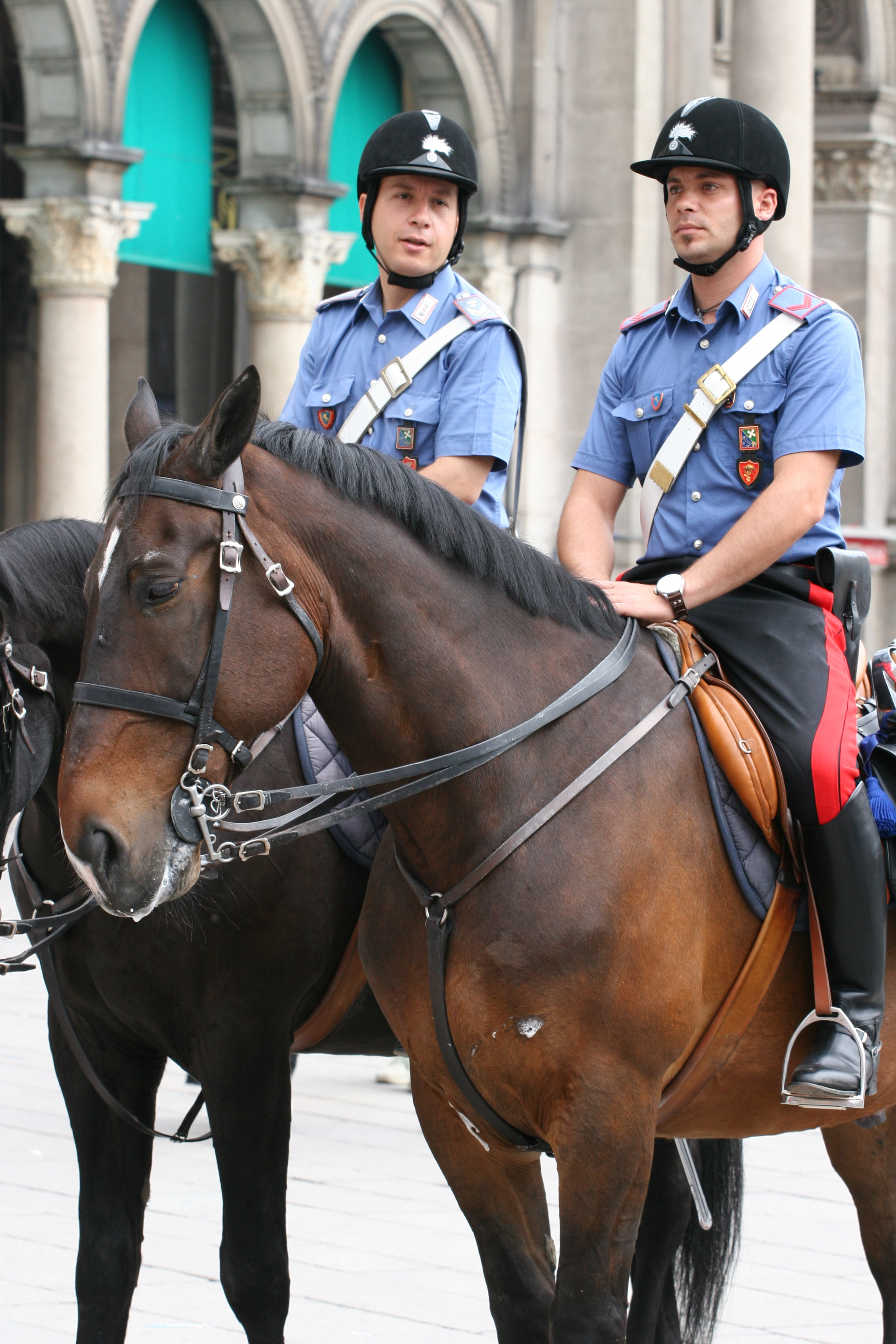
Carabinieri à cheval

### Italie
Les Carabinieri forment une des quatre armes des Forces armées italiennes et constituent à la fois une unité de police militaire et l'une des quatre unités de police italiennes. La Guardia di Finanza effectue aussi certaines missions de police militaire.

### Japon
Au cours de l'ère Shōwa, et notamment durant la Seconde Guerre mondiale, la Kempeitai fut la police militaire de l'Armée impériale japonaise et la Tokeitai celle de la Marine impériale japonaise. Elles assuraient par la même occasion des missions de renseignement militaire de contre-espionnage et de police secrète, fonctions très développées et très importantes dans l'Empire japonais et les territoires occupés.
Les Forces japonaises d'autodéfense maintiennent des unités de police militaire.

### Malaisie
La Kor Polis Tentera DiRaja (Corps de police militaire royale) conduit les missions de police militaire au sein de l'armée Malaise. En plus des missions de veille à la discipline au sein des forces armées, l'unité assure la sécurité de certaines installations militaires, les escortes et les cérémonies. Elle assiste aussi les forces de sécurité civiles.
Le Kor Polis Tentera a aussi une mission de prévention et d'investigation lorsque des crimes sont commis et mettent en cause des militaires ou des installations et matériels militaires.
Conservant une partie des traditions de l'armée britannique, les membres du Kor Polis Tentera portent comme signes distinctifs un couvre-chef à sommet rouge, un ceinturon et des équipements blancs. Ils portent aussi un brassard noir sur lequel les lettres "PT" sont inscrites en blanc.

### Mexique
La Police fédérale préventive (PFP) est un corps de maintien de l'ordre introduit afin de mener des actions lors des troubles apparaissant lors des conflits sociaux. Elle est composée de policiers mais est équipée et formée sur des logiques émanant de l'armée.

### Nouvelle-Zélande
Dans l'armée néo-zélandaise, les missions de police militaire sont assurées par le Corps of Royal New Zealand Military Police (Corps de la police militaire royale néo-zélandaise). Celui-ci recrute uniquement des militaires ayant plus de deux années de service dans les forces armées. Les policiers militaires peuvent être soit des militaires en activité (sous contrat), soit des membres des forces territoriales (militaires de réserve).
La Force aérienne royale néo-zélandaise recrute, quant à elle, ses policiers militaires au sein du corps de sécurité de l'aviation (Air security guards). Ils remplissent alors non seulement les missions habituelles de police militaire, mais ils sont aussi chargés de l'instruction à la défense au sol, ainsi que de l'instruction pour les prises d'armes et le cérémonial au sein de la force aérienne.
En ce qui concerne la Marine royale néo-zélandaise, comme pour l'armée, elle ne recrute que des membres des forces armées (pas de recrutement direct en tant que policier militaire). Sous certaines conditions de grade et d'ancienneté de service, les marins peuvent demander à changer de spécialité et opter pour la filière des "maîtres d'armes". La sécurité des installations côtières est quant à elle du ressort de la "force de défense" néo-zélandaise, composée de personnels civils.
Dans toutes les unités de police militaire des forces armées néo-zélandaise, du personnel civil administratif est employé pour certaines tâches routinières et ne nécessitant pas de spécialisation (le contrôle des badges d'accès, patrouilles de surveillance). Ce mode de fonctionnement permet alors aux militaires de se concentrer sur leurs autres missions, comme les enquêtes criminelles. De nombreux policiers militaires quittant le service actif se reconvertissent dans le monde civil en devenant employés de sécurité des forces armées néo-zélandaises, ce qui leur permet de continuer à mettre en œuvre leur expertise.

### Norvège
En Norvège, les policiers militaires font partie de chacune des trois composantes des forces armées (armée, force aérienne, marine). Depuis 2002 environ, ces unités sont entraînées au camp militaire de Sessvollmoen.
Les policiers militaires norvégiens n'ont pas autorité sur les civils, sauf à l'intérieur des installations militaires ou lorsque le pays se trouve sous le régime de la loi martiale. Ils ont en revanche autorité sur tous les militaires, quels qu'ils soient et où qu'ils se trouvent, même en dehors de leur temps de service. En revanche, pour les infractions à la législation norvégienne, c'est la police civile qui est mandatée pour intervenir et enquêter.
Dans la force terrestre, les policiers militaires sont affectés au bataillon de police militaire de Bardufoss (Comté de Troms). Ce bataillon se compose d'environ cinquante officiers et sous-officiers et de cent-cinquante militaires du rang. Les recrues de la police militaire effectuent d'abord une formation de six mois avant de rejoindre le bataillon ou une unité en régiment pour le reste de douze mois de service.
La garde nationale norvégienne (Heimevernet) a elle aussi des policiers militaires dans ses rangs. Habituellement, chaque régiment dispose d'une ou deux sections de PM composées uniquement d'anciens membres de la police militaire (engagés ou conscrits).
Les policiers militaires norvégiens portent un béret rouge ainsi qu'un ruban rouge autour de l'épaule gauche, allant jusqu'à la poche de poitrine gauche. En service courant, ils portent aussi un brassard noir avec l'inscription en rouge "MP". Auparavant ce brassard était porté sur le bras droit, mais afin de se conformer aux usages de l'OTAN, il est désormais porté au bras gauche. Ils peuvent aussi porter des équipements blancs ou certains accessoires propres comme le gilet à haute visibilité pour le contrôle du trafic.
Les unités canines de la force terrestre font aussi partie du bataillon de police militaire mais leurs personnels ne sont pas forcément des policiers militaires. Ils ne portent donc pas les attributs de police et n'ont pas l'autorité spécifique.

### Pays-Bas
Aux Pays-Bas, les missions de police militaire sont assurées par la Maréchaussée royale (Koninklijke Marechaussee en néerlandais). Celle-ci est une composante des forces armées néerlandaises, au même titre que l'armée de terre, la force aérienne et la marine. En plus d'assurer les tâches de police militaire, la maréchaussée est aussi une force de gendarmerie : la maréchaussée assure notamment les douanes, la protection des bâtiments gouvernementaux et la surveillance dans les lieux publics fortement fréquentés en renfort de la police nationale.

### Pologne
En Pologne, la police militaire a l’appellation de Żandarmeria Wojskowa (traduction littérale : gendarmerie militaire). Elle a son statut actuel, indépendant des différentes composantes des Forces armées de la république de Pologne, depuis 1990.

### Portugal
Au Portugal, chacune des branches des forces armées dispose de sa propre unité de police militaire :
- la Polícia do Exército (Police de l'Armée) pour l'armée
- la Polícia Naval (Police navale) officie pour la marine
- la Polícia Aérea (Police aérienne) pour la force aérienne

Au sein de la Force aérienne portugaise, la police militaire est considérée comme une branche à part entière, contrairement à l'armée et la marine pour lesquelles la police militaire est une spécialité de la cavalerie et des fusiliers marins respectivement.
La Marine dispose en plus d'une force de police civile, la Polícia dos Estabelecimentos da Marinha (Police des installations de la Marine) qui a la responsabilité d'assurer la sécurité de la base navale de Lisbonne ainsi que de quelques autres installations.

### Royaume-Uni
Chaque branche des forces armées britanniques possède sa propre police militaire :
- l'armée détient la Royal Military Police (RMP), souvent surnommée "Redcaps" ("Casquettes rouges") et des unités dites de Police régimentaire ("Regimental police") qui appartiennent à chaque régiment ou corps d'armée.
- la force aérienne a pour police militaire la Royal Air Force Police (RAFP).
- la marine possède la Royal Navy Regulating Branch. Ses membres sont dénommés Regulators ou Master-at-Arms ("Maître d'armes") s'ils sont officiers subalternes ou sous-officiers supérieurs.
- les Royal Marines ont une unité de police militaire de la taille d'une section, la Royal Marines Police.

Chacune des quatre composantes a son propre service de recherche (SIB pour Special Investigation Branch) pour conduire les enquêtes en cas de crime ou d'infraction à la loi. Tous les militaires britanniques sont soumis au règlement du code militaire.
La prison militaire de Colchester est administrée et surveillée par le corps des prévôts militaires (Military Provost Staff Corps), unité composée exclusivement de sous-officiers supérieurs recrutés parmi le personnel servant en activité dans l'armée.
La police du Ministère de la Défense (Ministry of Defence Police) n'est pas une police militaire mais une police civile relevant du Ministère de la Défense et ayant autorité aussi bien sur les civils que les militaires.

### Singapour
À Singapour, le Singapore Armed Forces Military Police Command (Singapore Armed Forces Military Police Command (en)) assure les missions de police militaire pour les forces armées et appuie, le cas échéant, la police singapourienne, par sa coopération (col-localisation de l'école des maîtres-chiens par exemple)
L'unité est subdivisée en plusieurs unités :
- l'Active Provost Company (compagnie de prévôté active) qui inclut notamment la démonstration de prises d'armes
- la Zone Provost Company (compagnie de prévôté de zone) qui a notamment la mission d'appréhender les déserteurs
- les Detention Barracks (prisons militaires)
- le Special Investigations Branch (unité spéciale d'enquêtes)
- le Security Branch (unité de sécurité)
- le Dog wing (unité de maîtres-chiens)

### Suisse

Insigne de la Police militaire suisse

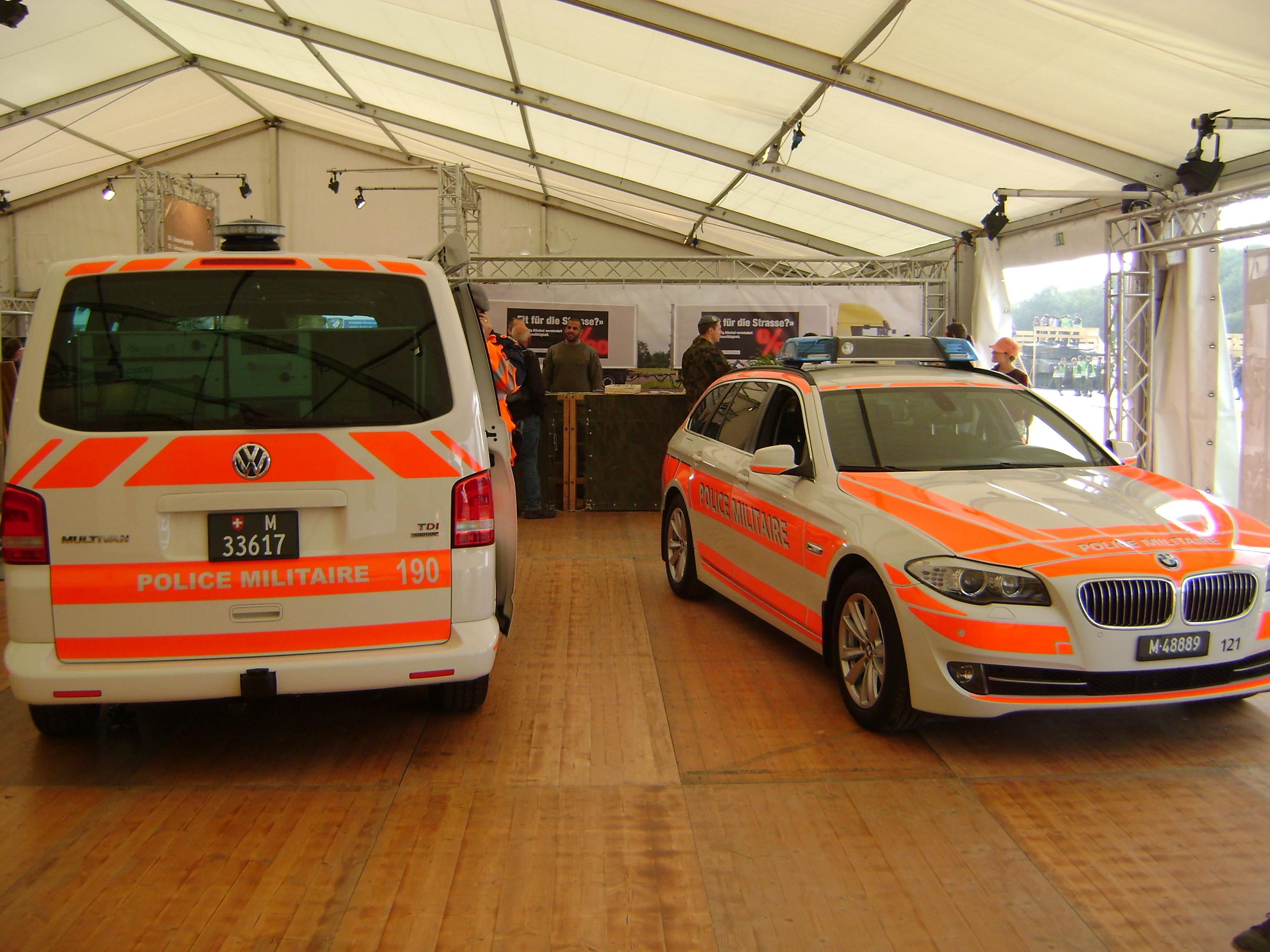
Volkswagen Multivan et BMW série 1 de la police militaire suisse

Dans l'Armée suisse, la Police militaire est composée de divers corps de sécurité.

#### Missions
La Police militaire (anciennement Sécurité militaire) exécute des tâches de police de sécurité, judiciaire et de circulation dans l’armée. Elle produit des prestations policières dans le cadre d’engagements subsidiaires au profit d’autorités civiles. Elle assure en outre l’état de préparation, l’exploitation et l’entretien de constructions de conduite ainsi que d’autres infrastructures de défense. L’élimination de munitions non-explosées et le déminage militaire/humanitaire appartiennent également à son spectre de missions.[réf. nécessaire]

##### Sécurité routière
La compétence de la Police militaire en matière de circulation routière est notamment définie par les art. 76 ss de l'Ordonnance sur la circulation militaire (OCM) du 11 février 2004, RS 510.710.
OCM art. 76 :

« 1 La police militaire veille d’une manière générale à la sécurité du trafic routier militaire. Elle est en particulier responsable :
a. de l’exécution des contrôles en matière de police routière ;

b. des contrôles des véhicules à moteur civils conduits par des militaires pendant le service militaire ;

c. des constats lors d’accidents de la circulation militaire.
2 Pour accomplir sa mission, la police militaire dispose des pouvoirs que lui confère l’art. 54 LCR.
3 La police militaire n’intervient envers les usagers civils de la route que lorsque ceux-ci représentent un danger pour le trafic. Elle fait immédiatement appel à la police civile compétente. »

Tous les accidents de la circulation impliquant des militaires ne sont pas nécessairement traités par la Police militaire. Les accidents de moindre importance (le montant total des dommages n'excède pas CHF 5'000.-) font uniquement l'objet d'une déclaration du dommage matériel par les militaires concernés. Le commandant règle alors la procédure disciplinaire et le chef de la circulation et des transports règle la procédure concernant les dommages matériels en collaboration avec la Base logistique de l'Armée et le Centre de dommages du DDPS.
OCM art. 80 :

« 1 Le recours au juge d’instruction militaire et à la police militaire ou à la police civile est impératif lorsqu’en cas d’accident de la circulation ou d’autre sinistre impliquant des véhicules militaires :
a. des personnes sont soit grièvement blessées soit tuées ;

b. les faits sont peu clairs ou contestés ;

c. une négligence grave ou une action intentionnelle est supposée, ou

d. le montant total des dommages dépasse 50 000 francs.
2 Le recours à la police militaire ou à la police civile est aussi impératif si le montant total des dommages est d’au moins 5000 francs. »

#### Organisation
La Police militaire est subordonnée au Commandement des Opérations.
Les forces de police militaire sont organisées en quatre régions de police militaire au sein desquelles elles accomplissent, dans le domaine de l’armée, des tâches de police de sécurité, judiciaire et routière en Suisse et à l’étranger. Elles fournissent aussi des prestations policières exigeantes dans le cadre d’engagements subsidiaires pour soutenir les autorités civiles.
Les commandants des régions de police militaire disposent d’un état-major comprenant un élément de la police judiciaire et un spécialiste de la circulation routière ainsi que de deux compagnies de police militaire composées de 1 à 3 postes de police militaire territoriaux et de 1 à 2 sections de police militaire mobile.
Il est à noter que les Services spéciaux de police militaire, ainsi que le Centre de compétences de déminage sont directement subordonnés à l'État-Major de la Sécurité militaire.
Pour finir, la Sécurité militaire a à disposition deux bataillons de police militaire de milice (principe de cours de répétition).

#### Centre de compétence DEMUNEX
Anciennement, le Centre de compétences de déminage et d’élimination de munitions non explosées (Cen comp DEMUNEX) a fait partie de la Police militaire et était alors basé à Thoune. Cependant, il fait actuellement partie de la Formation d'application Génie/sauvetage/NBC subordonnée au Commandement de l'instruction.
Le Cen comp DEMUNEX à Spiez n'est composé que de professionnels. Il est responsable de la formation des compétences dans le domaine de l’élimination de munitions en Suisse et à l’étranger. Les experts du Cen comp DEMUNEX exploitent en Suisse la Centrale nationale d’annonce des ratés (CAR) et sont engagés partout dans le monde à des positions clés dans le cadre du déminage humanitaire et d’opérations de promotion de la paix.

#### Les types de polices militaire
La composante dite de police militaire est constituée principalement de personnel militaire professionnel. Elle dispose toutefois de plusieurs bataillons de milice (non professionnels) engagés sur le principe des cours de répétition, d’une compagnie d’intervention (service long) et deux des 6 détachements des Services spéciaux de police militaire (voir ci-dessous).
En Suisse, il existe plusieurs types de policiers militaires:
Police militaire d’engagement (anciennement PM territoriale)
Les policiers militaires d’engagement qui remplissent des fonctions de police judiciaire, de police de sécurité et de police de la circulation. Ils sont l’unique organe de police de l’armée suisse qui dispose de pouvoirs en matière de police judiciaire. Ils veillent aussi au respect de l'ordre et des règlements au sein de l'armée, tout en assurant la protection des militaires. Ils sont l’équivalent de policiers cantonaux au sein de l’armée.
Pour exercer leurs fonctions, les agents doivent bénéficier d’un brevet fédéral de Policier / Policière.
Police militaire Service de Sécurité (anciennement PM mobile)
Les Policiers militaires du service de sécurité sont affectés à des missions de protection et de sécurité au profit des autorités militaires comme civiles (protection d’infrastructures, protections d’aérodromes, protection de personnes, protection de convois, protection d’ambassades) et qui peuvent être amenés à être engagés pour protéger les intérêts du pays, tant sur le territoire qu'à l'étranger (police militaire à l'étranger, protection des ambassades)
Dans l’exercice de leurs fonctions, le policiers militaires du service de sécurité interagissent aussi bien avec des civils que des militaires. Ne disposant pas de pouvoir judiciaire, ils travaillent en étroite collaboration avec la Police militaire d’engagement ainsi que les différentes Polices cantonales.
Pour exercer leurs fonctions, les agents doivent bénéficier d’un Certificat d’Assistant de Sécurité Publique ISP.
Services spéciaux de police militaire
Les Services spéciaux de police militaire sont commandés par le cdt g spéc MP et son état-major. Ils sont articulés en quatre domaines particuliers (4 formations professionnelles et 2 formations de milice):
- Formations professionnelles
  - Détachement spécial de la police militaire (dét spéc PM) - Groupe d'intervention et de protection de personnes
  - Transports de sécurité de la police militaire (trsp séc PM)
  - Détachement de contre-renseignement de la police militaire (dét contrR PM)
  - Élément d’engagement tactique médical (EETM)
- Formations de milice
  - Détachement de protection du Conseil fédéral (DPCF) - composé de membres issus des groupes d'intervention des polices cantonales
  - Service de sécurité de la police militaire (SSPM) - composé de membres issus des services de sûreté des polices cantonales (inspecteurs, commissaires...)

Chaque membre des Services spéciaux de la police militaire est au bénéfice d’une formation policière et compte plusieurs années d’expérience en matière d’engagement. Un intérêt marqué pour les questions de sécurité et les cultures étrangères ainsi que de bonnes connaissances des langues et une grande disponibilité opérationnelle sont des conditions préalables à l’engagement.

### Thaïlande
En Thaïlande, chacune des composantes des forces armées royales thaïlandaises dispose de sa propre police militaire :
- la สารวัตรทหารเรือ (police militaire maritime) pour la marine
- la สารวัตรทหาร (police militaire de l'armée) pour l'armée
- la สารวัตรทหารอากาศ (police militaire de la force aérienne) pour les force aérienne

### Turquie

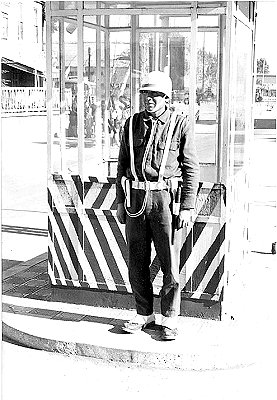
Un policier militaire dans la ville de Samsun (Turquie) entre 1972 et 1973.

En Turquie, l’Askerî İnzibat est une unité de police militaire propre aux forces armées turques. Sa mission est de veiller à la discipline au sein des forces armées et de poursuivre les déserteurs. En temps de guerre, elle a aussi comme mission la défense et la protection des postes de commandement de régiments et de divisions.
Elle a autorité sur toutes les forces militaires de Turquie, excepté la force aérienne.
Les soldats, nommé « gardes municipaux », sont sélectionnés parmi les soldats les plus disciplinés et les plus obéissants. Leur tenue est la tenue de combat avec, comme signe distinctif, un brassard ou un casque marqué ASİZ (Askeri İnzibat)
Les ASİZ, existent depuis très longtemps au sein de l’armée turque. Leur dénomination définitive a été arrêtée à la période ottomane. Leurs missions sont aujourd’hui les mêmes qu’à cette époque.
La Jandarma (gendarmerie turque), plus importante, est une des cinq composantes des Forces armées turques. Elle est responsable des missions de police militaire, mais aussi de certaines missions de sécurité civile (maintien de l'ordre, police judiciaire, etc.) notamment dans les zones rurales.

### Ukraine
Créée en 2002 comme Service militaire de la loi et de l'ordre dans les forces armées ukrainiennes pour devenir Police militaire en 2016.